# Jericoacoara
Jijoca de Jericoacoara est une municipalité brésilienne de l'État du Ceará, située à environ 300 km de la capitale de l'État, Fortaleza.
Sa population était estimée à 17 002 habitants en 2010.
Jericoacoara est le nom du village et de la plage, les plus célèbres de la région, bien que le nom de la municipalité soit Jijoca de Jericoacoara, puisque le siège de la municipalité se trouve à Jijoca.

## Étymologie
Le nom Jericoaquara vient de la langue tupi et signifie « repaire des tortues » (îurukûá signifie « tortue de mer » et kûara signifie « repaire, trou »).

## Maires
| Période | Période  | Identité          | Étiquette | Qualité |
| ------- | -------- | ----------------- | --------- | ------- |
| 2021    | En cours | Lindbergh Martins | PSD       |         |

## Tourisme
Jusqu'à 1985, Jericoacoara était un simple village de pêcheurs caché au sein d'immenses dunes en incessants déplacements, entre océan et lagune. Depuis cette date, le tourisme s'est développé.

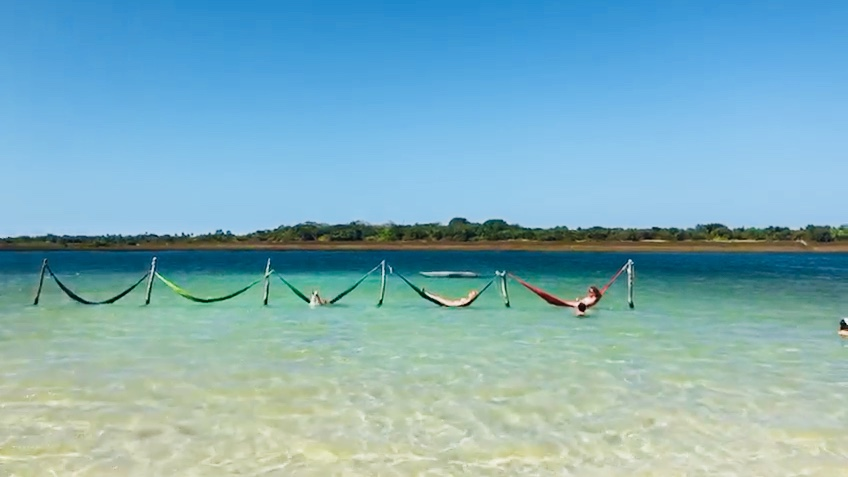
Les célèbres hamacs immergés de Jericoacoara.
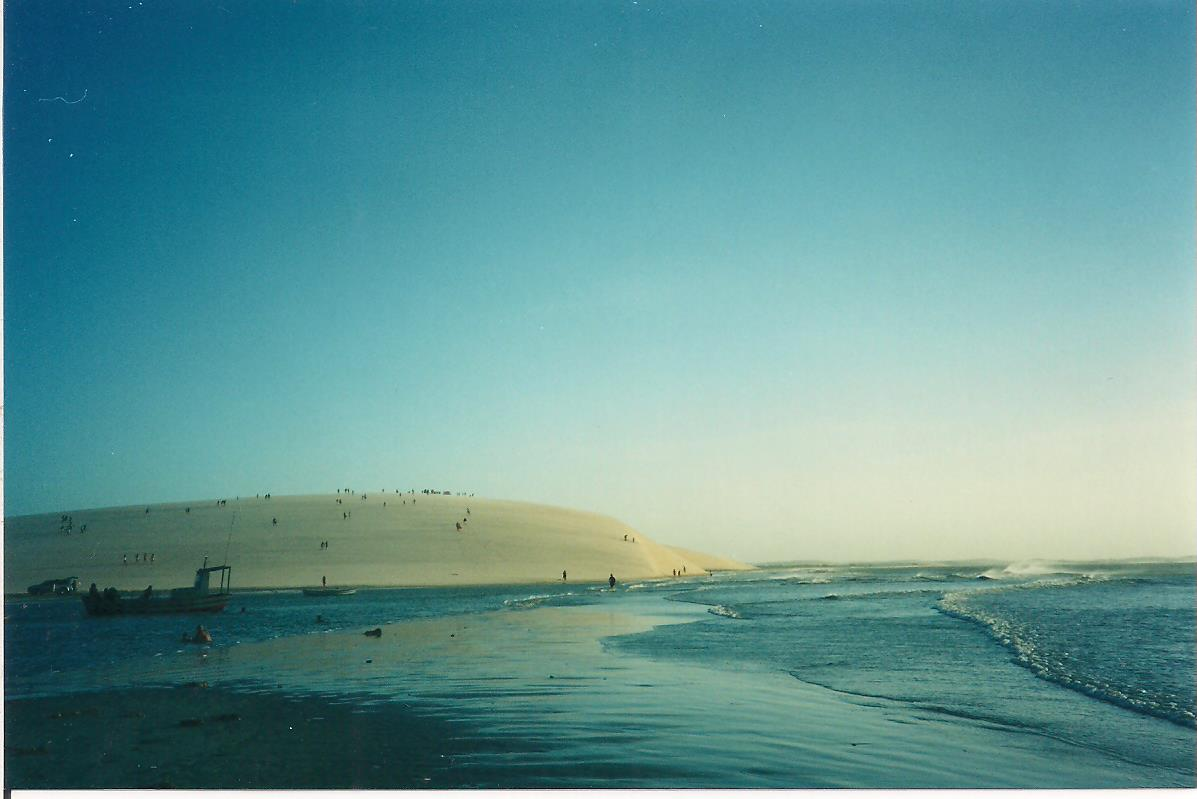
Jericoacoara est connu pour sa dune depuis laquelle les touristes admirent chaque soir le coucher de soleil dans l'océan.
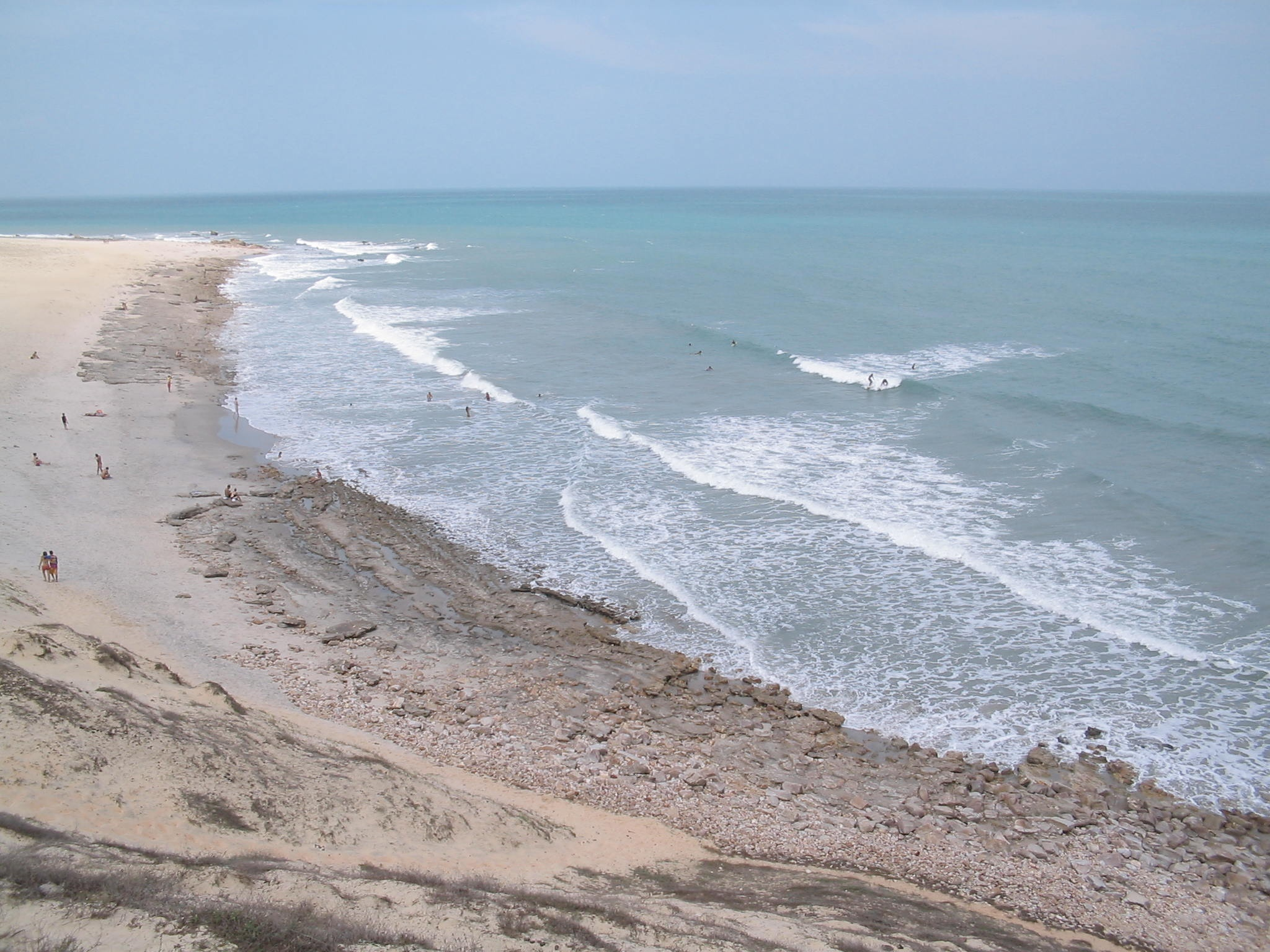
La plage de Jericoacoara
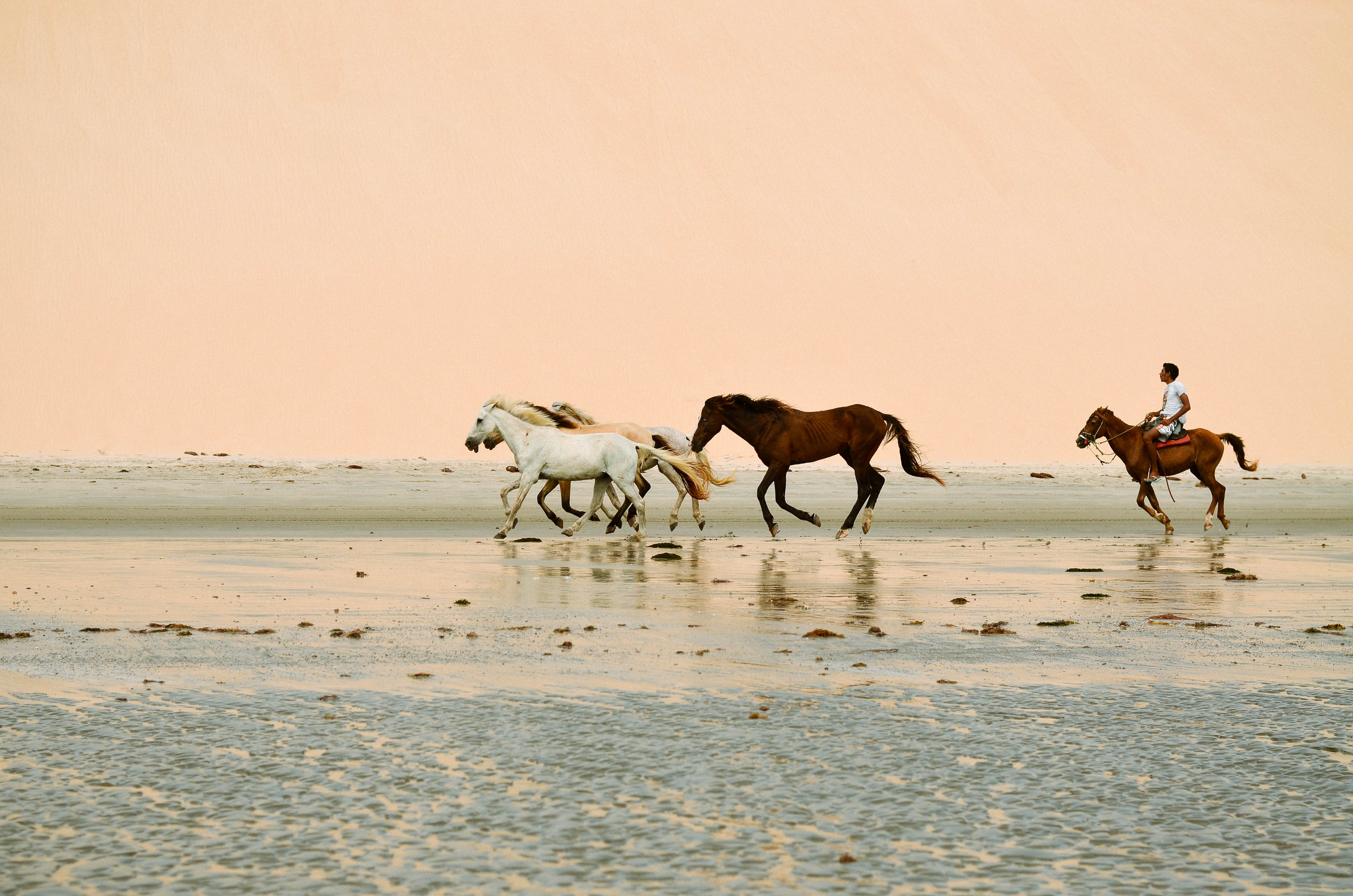
Chevaux à Jericoacoara.
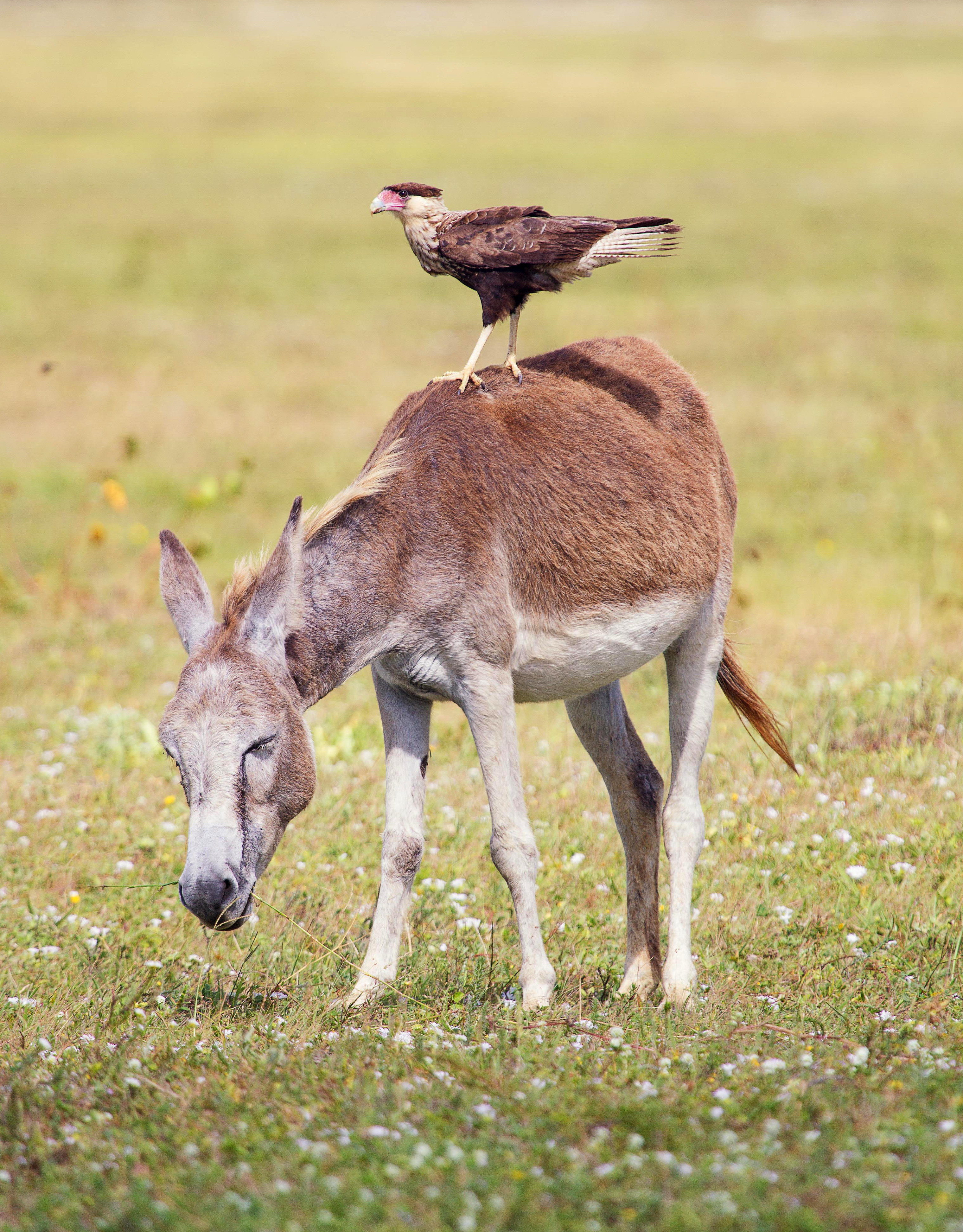
Un caracara huppé monté sur le dos d'un âne dans le Parc national de Jericoacoara

Le Washington Post a classé en 1994 Jericoacoara comme faisant partie des dix plus belles plages du monde.
Situé à 300 km de Fortaleza et de son aéroport international, le village reste difficile d'accès (pas de route goudronnée) et la région a été transformée en parc naturel en 2002.
Depuis 2017 il y a un aéroport.
Depuis 2011, la circulation est interdite dans le village pour les voitures qui ne sont pas du village. Pour les voitures de l’extérieur il y a un parking payant à l'entrée du village.
La région attire des touristes du monde entier pour la pratique du kitesurf grâce aux alizés, les puissants vents locaux qui soufflent en permanence notamment sur les deux spots, Prea à l’est et Guriu à l’ouest.